# Ginai
Ginai ([ʒinɛ] ) ist eine französische Gemeinde mit 72 Einwohnern (Stand: 1. Januar 2022) im Département Orne in der Region Normandie (vor 2016 Basse-Normandie). Sie gehört zum Arrondissement Argentan und zum Gemeindeverband Terres d’Argentan Interco. Die Einwohner werden Ginéains und Ginéaines genannt.

## Geografie

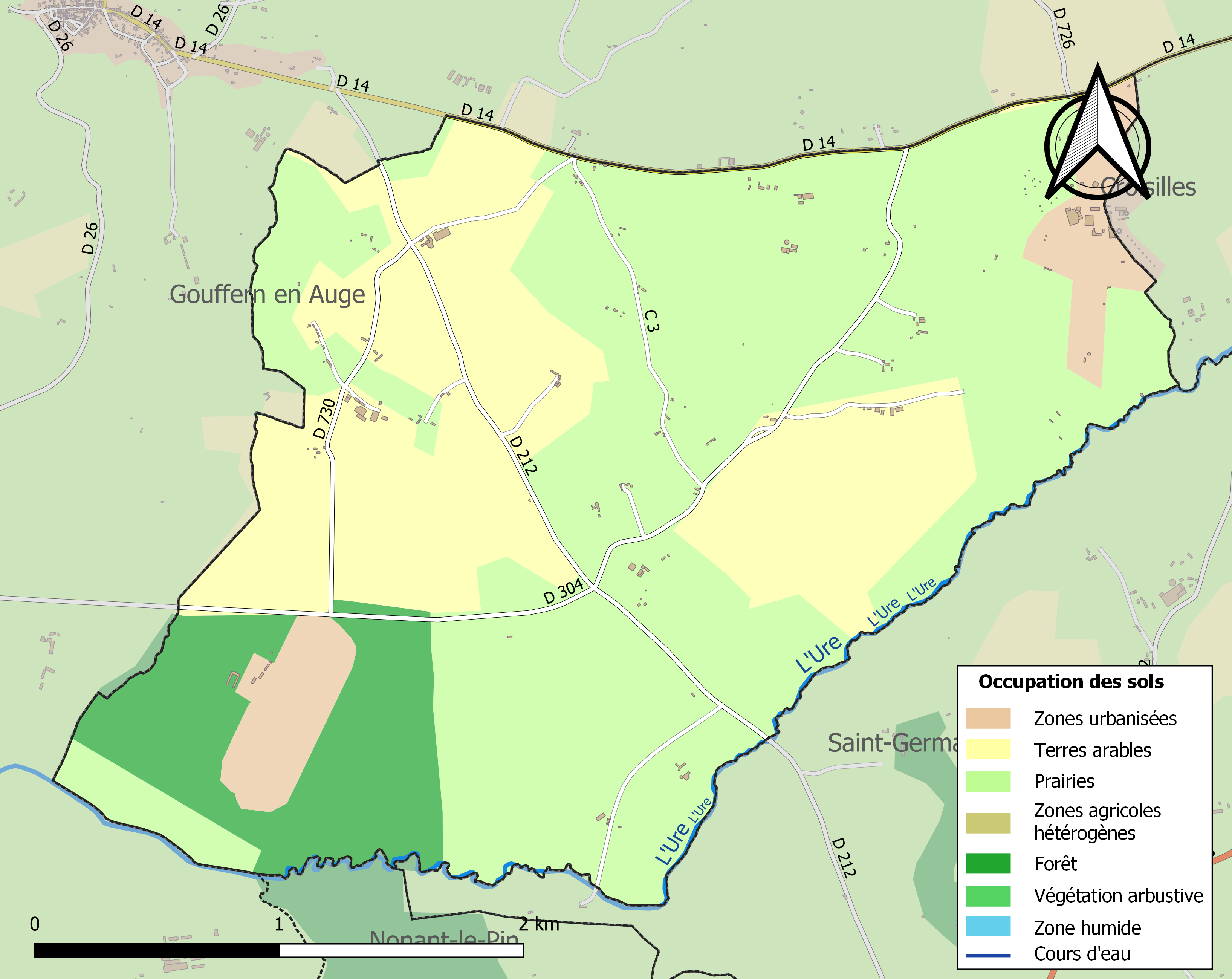
Bodennutzung, Hydrografie und Infrastruktur der Gemeinde (2018)

Die Gemeinde Ginai liegt im Süden der Région naturelle Pays d’Auge, etwa 17 Kilometer östlich von Argentan und etwa 37 Kilometer nordnordöstlich von Alençon. Die Gemeinde besitzt kein ausgedehntes Zentrum, das lediglich die Pfarrkirche und das Bürgermeisteramt umfasst. Die Ure, ein Nebenfluss der Orne, begrenzt das Gemeindegebiet im Süden und im Südosten. Das Zentrum liegt auf einer Höhe von etwa 210 m. Das Gelände flacht nach Süden hin in der Breite auf unter 185 m ab und steigt im Norden auf bis zu 265 m Höhe an.
Teile des Gebiets von Ginai gehören zum Natura 2000-Schutzgebiet „Bocages et vergers du sud Pays d'Auge“ (FR2502014).
Rund 84 % der Fläche der Gemeinde werden landwirtschaftlich genutzt, rund 10 % sind bewaldet, insbesondere im Südwesten, auf künstliche, nicht landwirtschaftliche Grünflächen entfallen rund 6 % (Stand: 2018).
Umgeben wird Ginai von den Nachbargemeinden Gouffern en Auge im Norden und Westen, Croisilles im Nordosten, Saint-Germain-de-Clairefeuille im Osten und Südosten sowie Merlerault-le-Pin im Süden.

## Geschichte
1821 wurde die bis dahin selbstständige Gemeinde La Briquetière in den Westen der Gemeinde eingegliedert.

## Bevölkerungsentwicklung
| Jahr                       | 1962 | 1968 | 1975 | 1982 | 1990 | 1999 | 2006 | 2013 | 2021 |
| -------------------------- | ---- | ---- | ---- | ---- | ---- | ---- | ---- | ---- | ---- |
| Einwohner                  | 147  | 120  | 103  | 94   | 64   | 87   | 82   | 97   | 71   |
| Quellen: Cassini und INSEE |      |      |      |      |      |      |      |      |      |

## Sehenswürdigkeiten
- An der Pfarrkirche Saint-Denis aus dem 16. Jahrhundert ist seit dem Beginn des 19. Jahrhunderts das Bürgermeisteramt angebaut. Die Kirche birgt zahlreiche Ausstattungsgegenstände, die in der Base Palissy gelistet sind.
- Pfarrhaus, errichtet 1783
- Nationalgestüt Le Pin, erbaut im 18. Jahrhundert auf Initiative Ludwig XIV., seit 1948 in Teilen als Monument historique eingeschrieben, seit 1949 in weiteren Teilen klassifiziert, seit 1995 in weiteren Teilen eingeschrieben
- Pferderennbahn (Hippodrom) le Pin au Haras aus dem 18. Jahrhundert im Weiler La Bergerie im Südwesten der Gemeinde
- Herrenhaus im Weiler La Hulinière aus dem 16. Jahrhundert

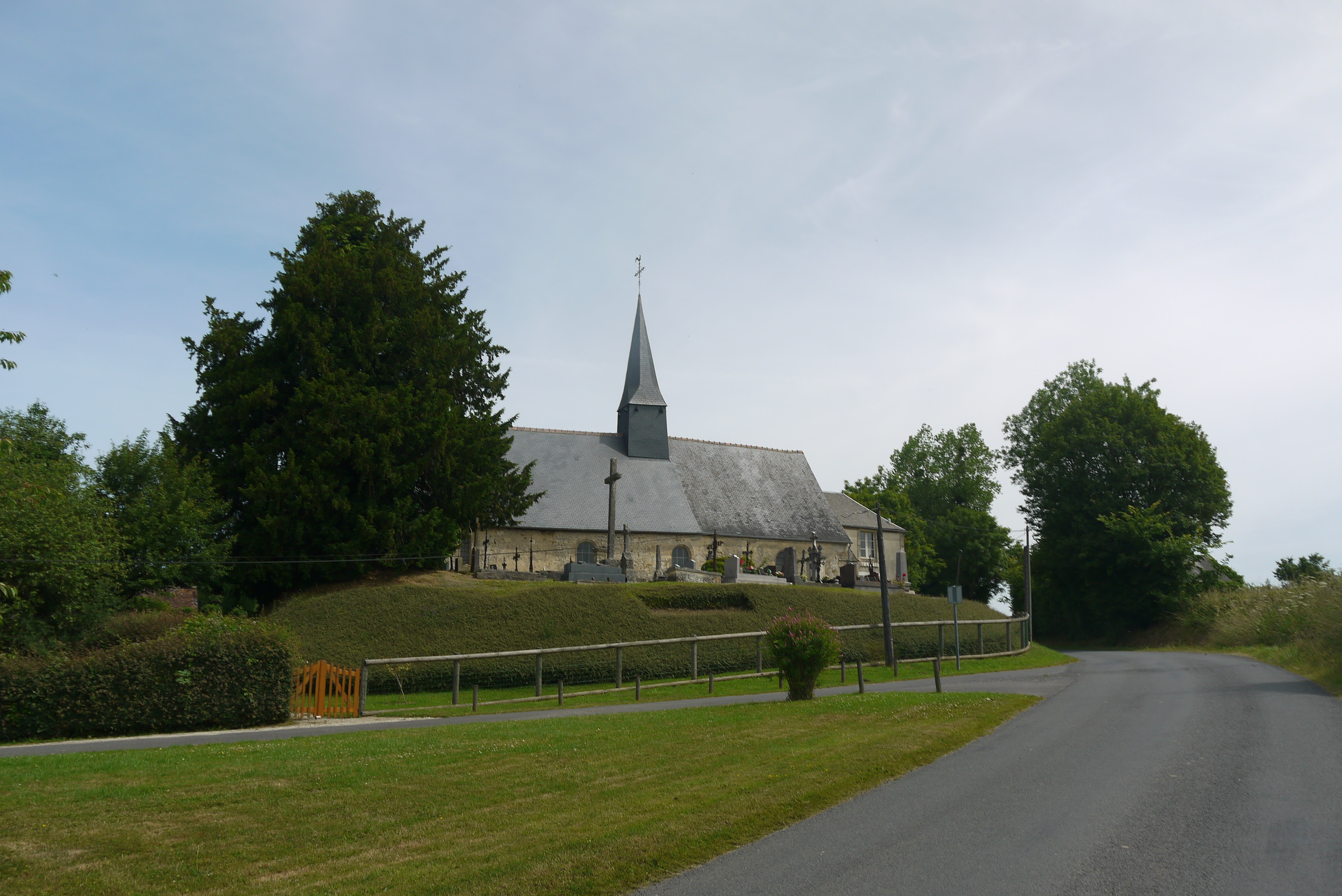
Pfarrkirche Saint-Denis mit dem Bürgermeisteramt
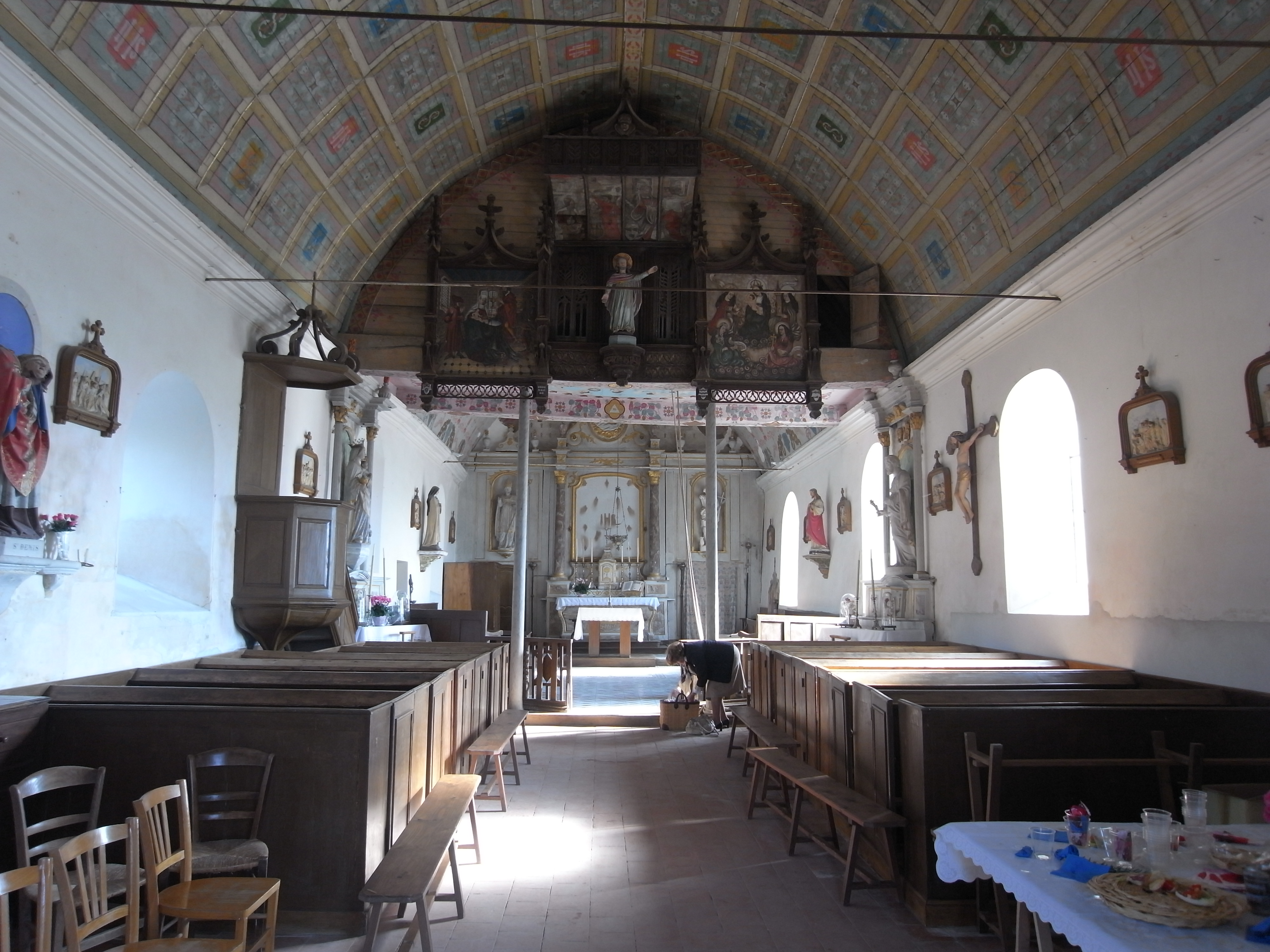
Pfarrkirche Saint-Denis, Innenraum
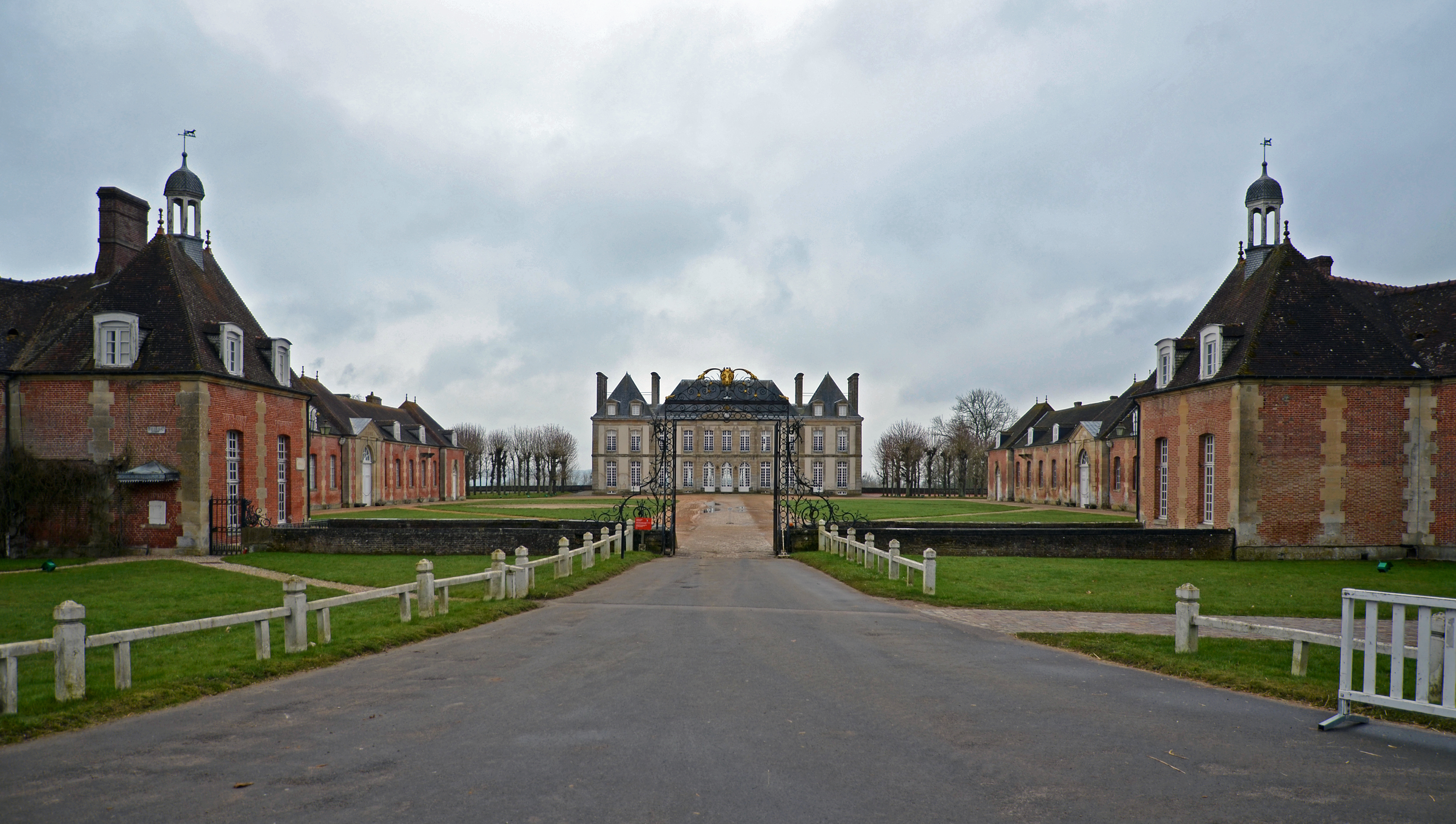
Nationalgestüt Le Pin
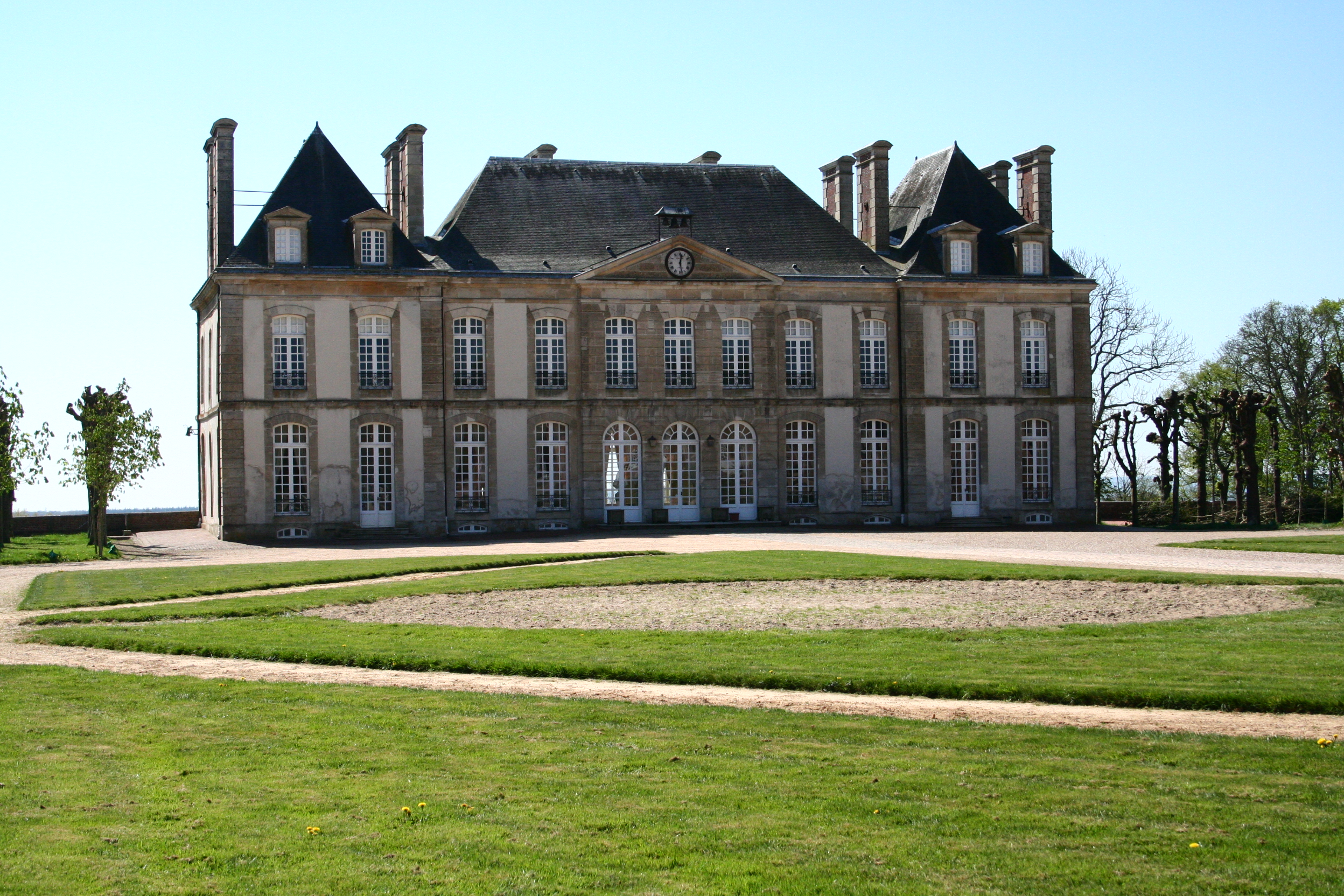
Nationalgestüt Le Pin, Hauptgebäude

## Verkehr
Ginai liegt abseits größerer Verkehrsachsen. Nachgeordnete Departementsstraßen und lokale Landstraßen verbinden das Zentrum mit den Weilern der Gemeinde und den Nachbargemeinden.